# Тёмные углы
«Тёмные углы» (англ. Dark Corners) — фильм ужасов 2006 года.

## Сюжет
Молодая пара Сьюзэн и Дэвид Гэмильтоны измучены постоянными попытками искусственного оплодотворения, заканчивающимися безрезультатно. Сью начинают сниться кошмарные, но слишком реальные сны, в которых она — Карен Кларк, одинокая девушка, живущая в странном городе и преследуемая без видимых на то причин бандой головорезов. Вскоре девушка перестаёт понимать где реальность, а где сон, и Карен ли снится ей, или наоборот…
Фильм заканчивается словами:
Я думаю, это и есть ад, когда твои грехи вытаскивают из самых тёмных углов твоей души, и используют их, чтобы вечно тебя мучить…

## В ролях
| Актёр               | Роль                     |
| ------------------- | ------------------------ |
| Тора Бёрч           | Сьюзэн / Карен           |
| Тоби Стивенс        | доктор Вудли             |
| Кристиен Энхолт     | Дэвид Хэмильтон          |
| Джоэнна Хоул        | Элейн Джордан            |
| Лоррейн Брюс        | Мэри Салливан            |
| Рэй Чарлсон         | мистер Кирк-Смит         |
| Майкл Дж. Рейнольдс | доктор Ричардсон         |
| Алан Перрин         | детектив Джексон / Флинт |
| Оливер Прайс        |                          |